# 陽明病
陽明病，中醫病名，傷寒論六經辨證之一。

## 病因
陽明，指的是足陽明胃經。兩陽合明曰陽明。陽明主裏，指胃腸的受納消化功能。陽明病是燥熱之邪內攻，燒灼津夜，與腸胃中食物的糟粕結合，形成燥屎，無法排出體外，所造成的疾病。
《傷寒論》：「陽明之為病也，胃家實是也。」
清尤在涇《傷寒論貫珠》：「蓋陽明以胃實為病之正，以攻下為法之的。」

## 治法
- 白虎湯。
- 承氣湯。
- 豬苓湯。

## 外部連結
- 陽明病 （页面存档备份，存于） 中藥方劑圖像數據庫 (香港浸會大學中醫藥學院) （中文）（英文）
- 白虎湯 中藥方劑圖像數據庫 (香港浸會大學中醫藥學院) （中文）（英文）
- 豬苓湯 中藥方劑圖像數據庫 (香港浸會大學中醫藥學院) （中文）（英文）